# Слива ніппонська
Слива ніппонська, вишня ніппонська (Prunus nipponica) — вид квіткових рослин із підродини мигдалевих (Amygdaloideae).

## Біоморфологічна характеристика
Це листопадний кущ заввишки 2.5–5 метрів, іноді перетворюючись на невелике кущистоголове дерево (із жорсткими випростаними гілками) до 6 метрів заввишки. Кора спочатку світло-сіра з блідими пробковими порами, пізніше стає коричневою і гладкою, і нарешті стає сірою з помітними бородавчастими пробковими порами. Квітки дуже світло-рожевого або навіть білого кольору. Квіти розпускаються в першій половині весни, вони поодинокі, розміщені парами чи невеликими пучками. Вони мають 5 пелюсток і 2–3 сантиметри в діаметрі. Маточки зазвичай довші за тичинки. Листки еліптичної форми, зубчасті, з довгим звуженим кінчиком, верхня сторона тьмяно-зелена, а нижня трохи світліша. Плоди дрібні, коричнево-червоні. Восени листя стає жовтим і оранжево-червоним; це рідкісні осінні фарби для вишневого дерева. Квіти і листя розвиваються одночасно. Це дуже холодостійкий вид. Якщо середовище сприятливе на низькій висоті, він виросте на висоту понад 10 метрів.

## Поширення, екологія
Росте в Японії (Хоккайдо, Хонсю) й далекому сході росії (Сахалін, Курили). Вид зустрічається в холодних регіонах помірного клімату зі значними снігопадами і коротким літом, і в природі поширений у змішаних лісах і чагарниках. 

## Використання
Рослина збирається з дикої природи для місцевого використання в якості їжі. Його часто вирощують як декоративну рослину в садах. Плоди їдять сирими чи приготовленими. З листя можна отримати зелений барвник. З плодів можна отримати барвник від темно-сірого до зеленого. Рослина є вторинним генетичним родичем черешні (Prunus avium), тому її можна використовувати як донор генів для покращення врожаю, особливо для забезпечення стійкості до хвороб.

## Галерея

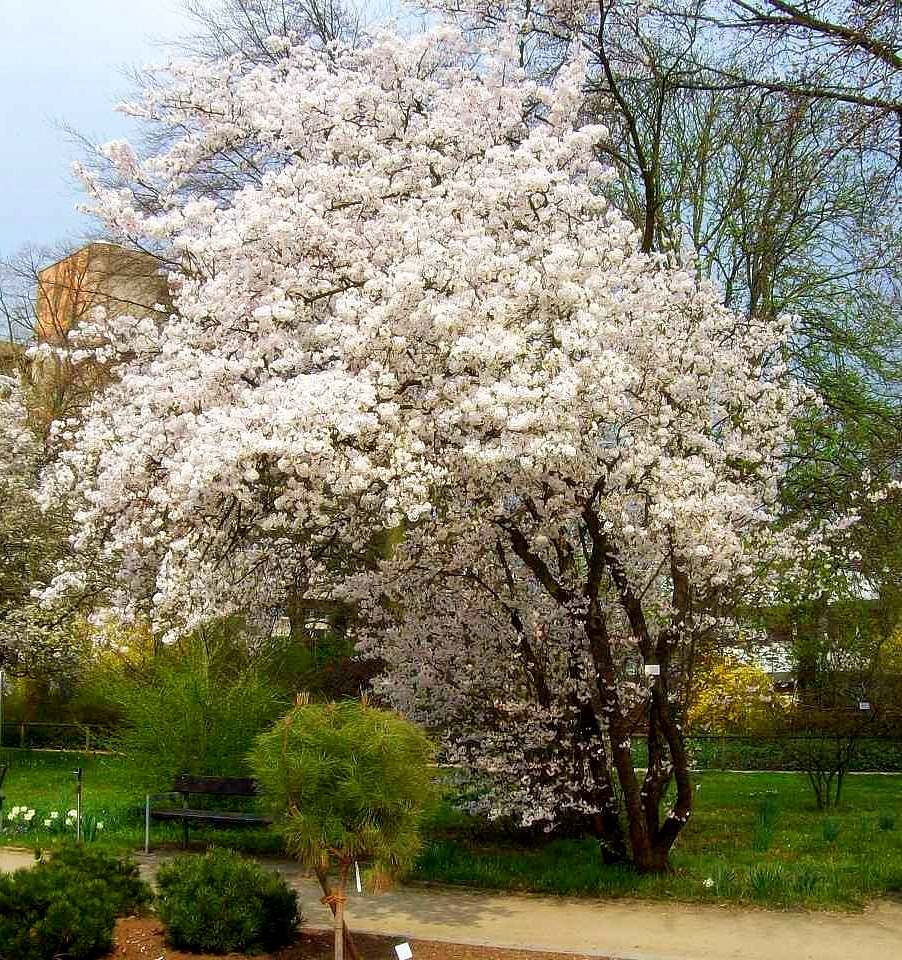
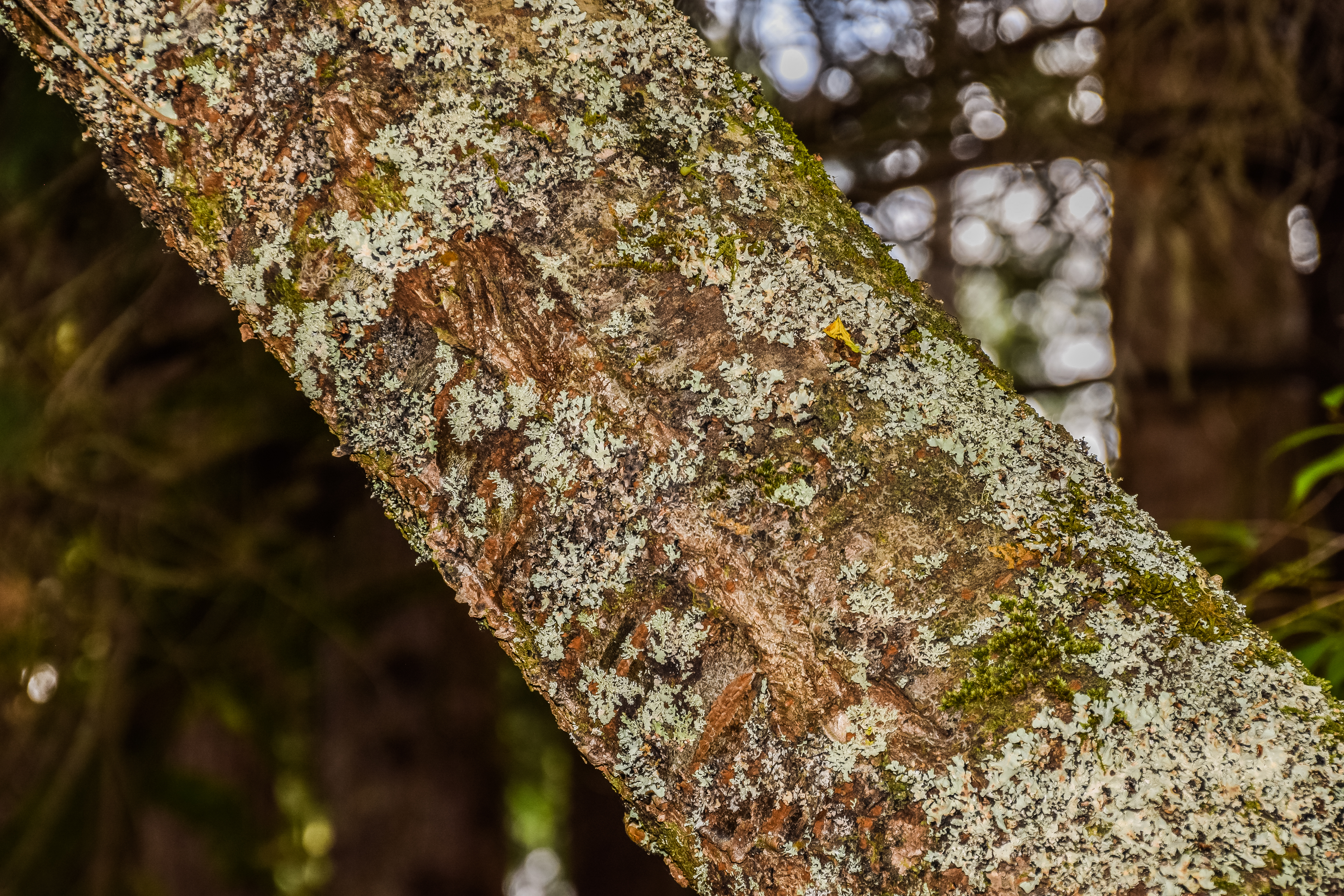
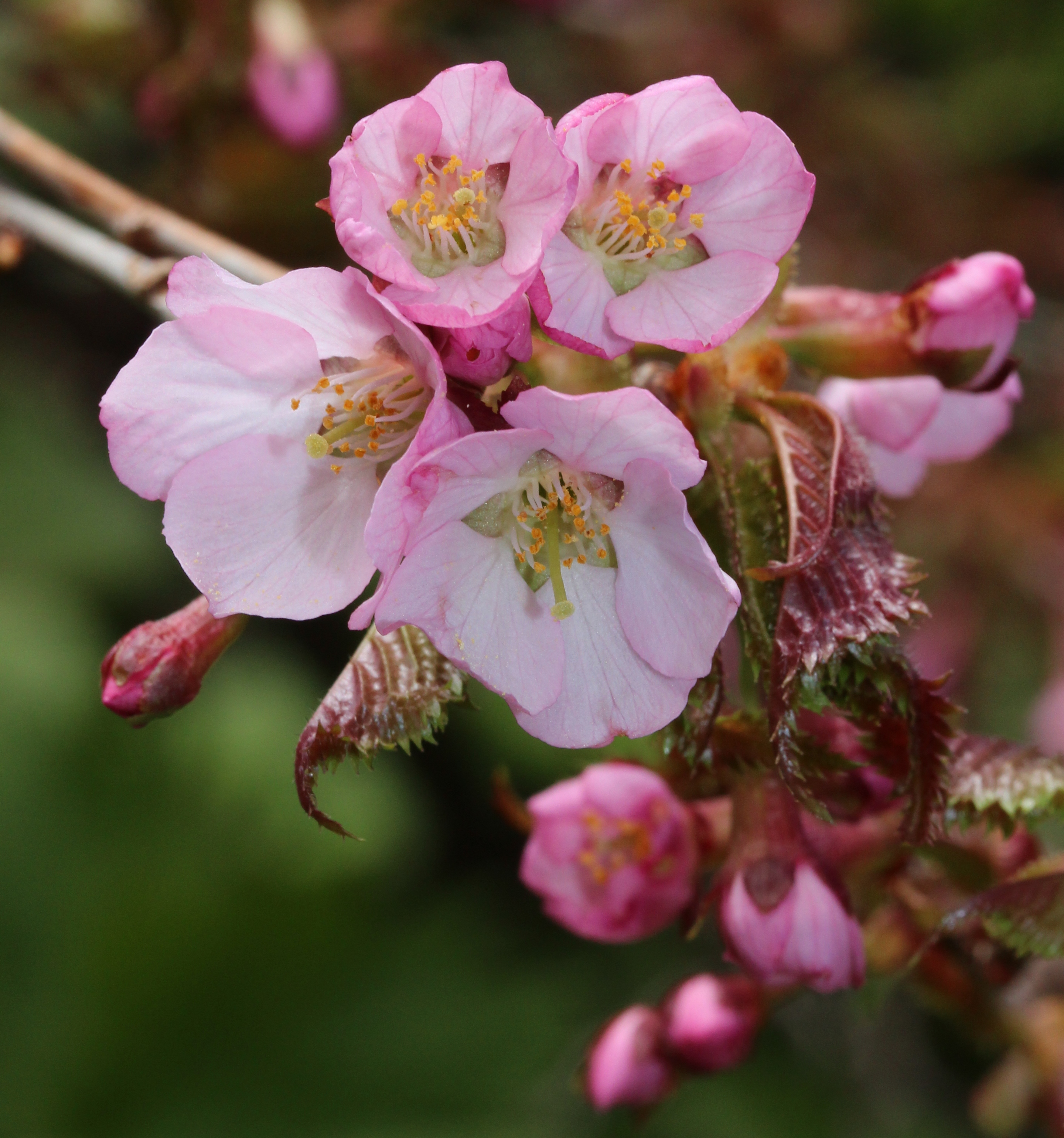
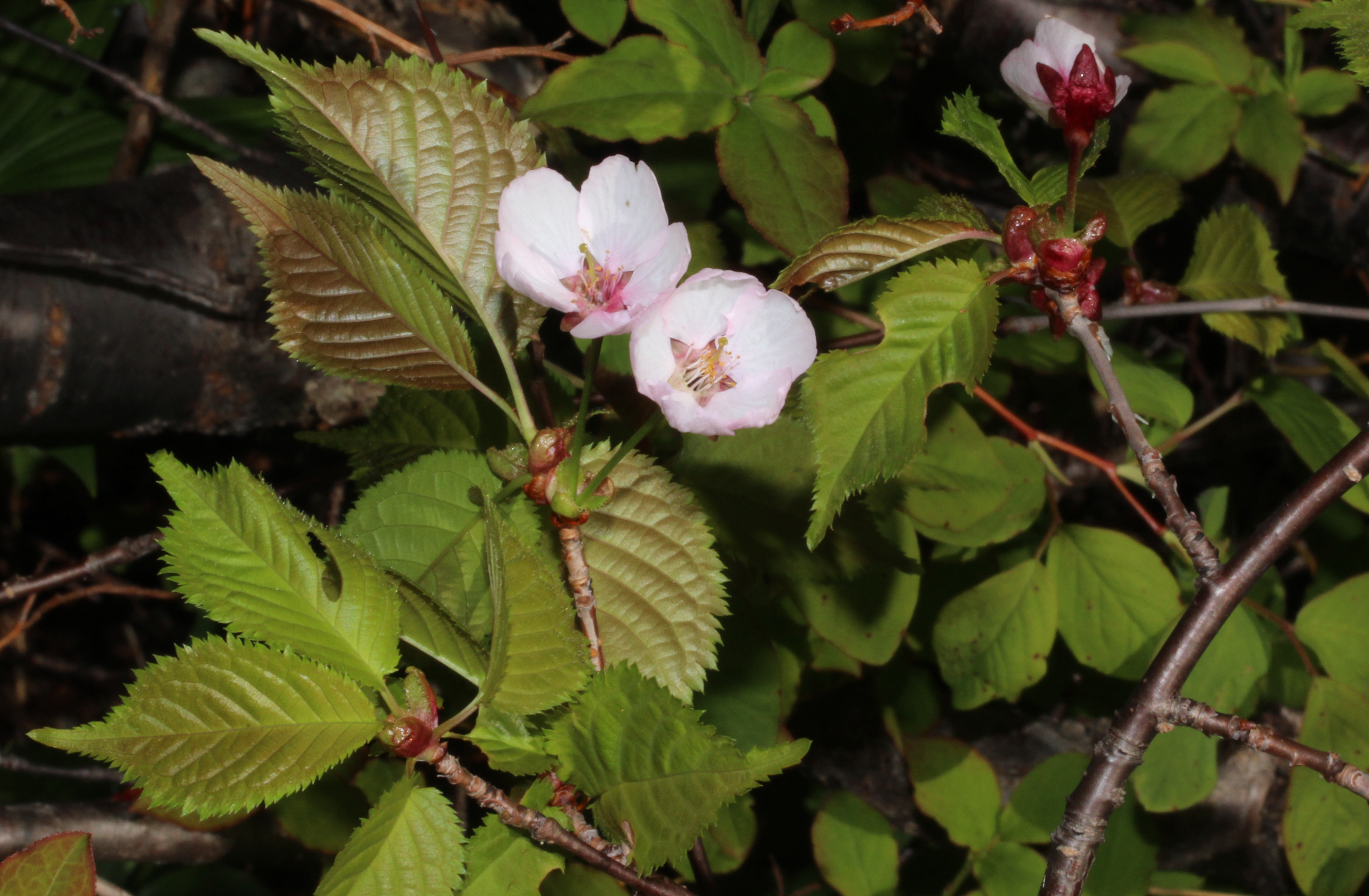
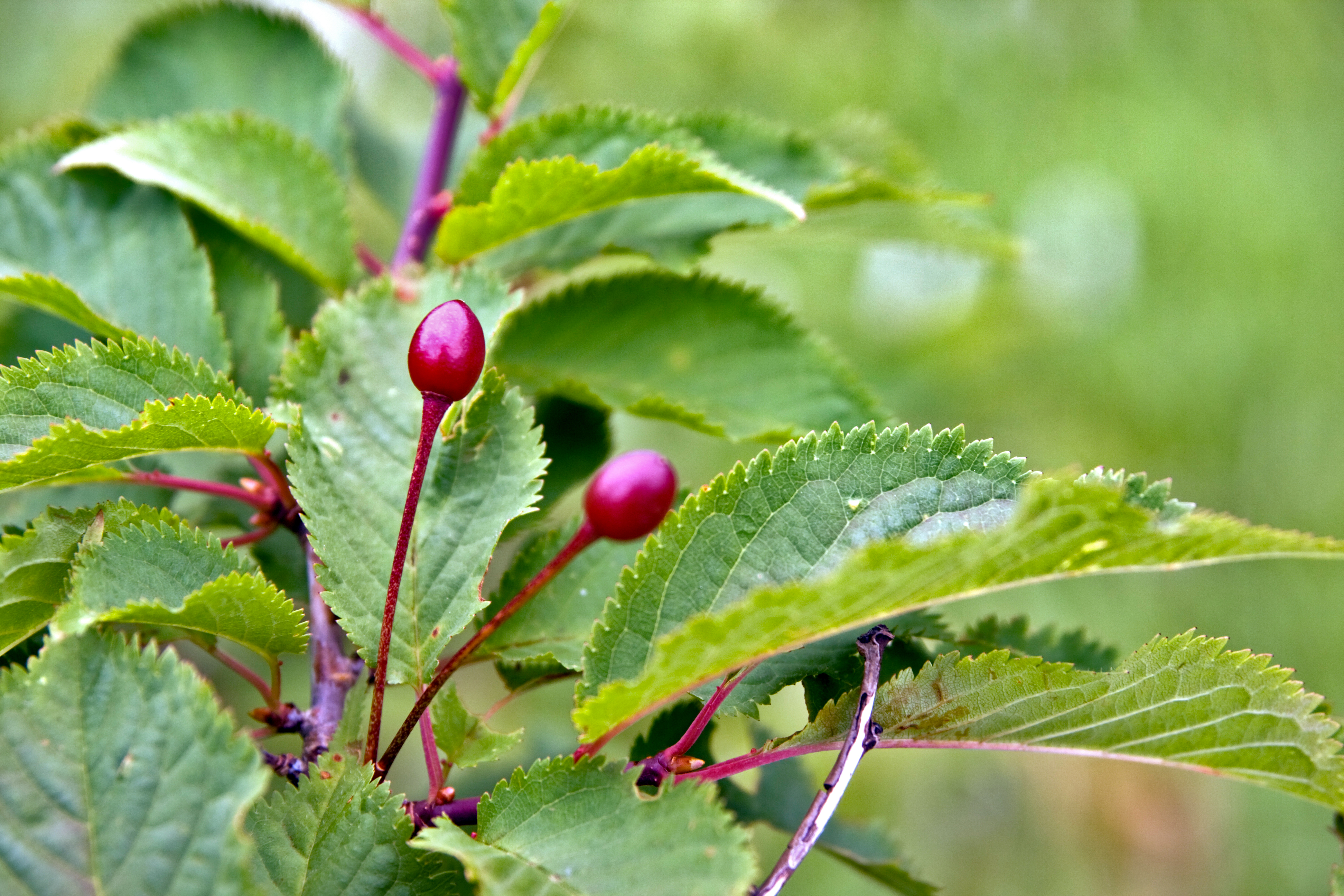